# Modallogik
Modallogik är en utvidgning av den klassiska logiken där man studerar påståenden som innehåller modaliteter, till exempel påståenden där begrepp som möjlighet och nödvändighet ingår. Exempel på ett sådant påstående är "Det är möjligt att det finns ett primtal x sådant att det är större än alla andra primtal". Detta påstående kan inte uttryckas i klassisk predikatlogik, men genom att införa en särskild möjlighetsoperator (romb eller M) kan man i aletisk modallogik formalisera detta som:
{\displaystyle \Diamond \exists x\forall y(Px\land Py.\rightarrow .x\geq y)}
Som komplement till möjlighetsoperatorn införs en särskild nödvändighetsoperator (fyrkant eller L), som definieras i termer av möjlighet:
{\displaystyle \Box \phi \equiv \lnot \Diamond \lnot \phi }
De bägge modala operatorerna kan också ges andra tolkningar än möjlighet och nödvändighet. I epistemisk logik tolkas L som "vet att" och M som "tror att". I temporallogik uttrycker operatorerna att någonting är sant efter eller före en viss händelse, och i deontisk logik betyder operatorerna att någonting är påbjudet respektive tillåtet. Det finns även flera andra sätt att tolka operatorerna, och det är omtvistat vilken tyngd de olika systemen har.

## Några begrepp
Några begrepp inom modal logik och hur de är relaterade inbördes. 
Begreppen 'nödvändigt', 'möjligt' och 'omöjligt' står i samma förhållande inbördes som 'alla', 'någon' och 'ingen' då dessa också har samma tolkning i procentuella tal här dock med tillägget 'nödvändigtvis':
| \| \| A är B \| prefix \| \| nödvändigtvis till 100% \| nödvändigt \| {\displaystyle \Box } \| \| ej nödvändigtvis till 100% \| ej nödvändigt \| ~{\displaystyle \Box } \| \| ej nödvändigtvis till 0% \| möjligt \| {\displaystyle \Diamond } \| \| nödvändigtvis till 0% \| ej möjligt \| ~{\displaystyle \Diamond } \| | {\displaystyle \Box } = ~{\displaystyle \Diamond }~ |                            |
| | A är B                                              | prefix                     |
| nödvändigtvis till 100% | nödvändigt                                          | {\displaystyle \Box }      |
| ej nödvändigtvis till 100% | ej nödvändigt                                       | ~{\displaystyle \Box }     |
| ej nödvändigtvis till 0% | möjligt                                             | {\displaystyle \Diamond }  |
| nödvändigtvis till 0% | ej möjligt                                          | ~{\displaystyle \Diamond } |

| nödvändigt |  | ej möjligt    |
|            |  |               |
| möjligt    |  | ej nödvändigt |

## Extensionalitet
De modala operatorerna betraktas i modern modallogik som satsvisa operatorer, som alltså kan tillämpas på en sats så att en ny sats uppstår. I det avseendet har nödvändighetsoperatorn samma funktion som t.ex. negation. Den stora skillnaden är att negation och andra operatorer i vanlig predikatlogik är extensionala konstruktioner, till skillnad från nödvändighet som är ett intensionellt begrepp. Extensionalitet inom logiken kännetecknas först och främst av att det bara är de ingående satsernas extension som har betydelse för operatorernas resultat. Två objekt med samma extension ska ge samma resultat. Vad det betyder att två objekt har samma extension beror på vilket objekt man betraktar. Två satser har samma extension om de har samma sanningsvärde, två individvariabler eller konstanter har samma extension om de refererar till samma objekt, och två predikat har samma extension om de innehåller samma objekt. I en extensionell kontext påverkas inte resultatet om en sats substitueras med en annan sats med samma extension. Negationen av satsen "1+2=3" har samma sanningsvärde som negationen av satsen "Stockholm är Sveriges huvudstad". Sanningsvärdet påverkas inte av att den ingående satsen bytts ut mot en annan sats med samma extension, en princip som brukar kallas salva veritate.
Den här extensionalitetsprincipen gäller inte i en modal kontext. Till exempel är satsen "1+2=3" nödvändigt sann, till skillnad från satsen "Stockholm är Sveriges huvudstad". Det är möjligt att Arboga eller någon annan stad var Sveriges huvudstad, men det är inte möjligt att 1+2 är någonting annat än 3.